# Rhytiphora
Rhytiphora is een kevergeslacht uit de familie van de boktorren (Cerambycidae). De wetenschappelijke naam van het geslacht werd voor het eerst geldig gepubliceerd in 1835 door Audinet-Serville.

## Soorten
Rhytiphora omvat de volgende soorten:
- Rhytiphora petrorhiza (Boisduval, 1835)
- Rhytiphora albocincta (Guérin-Méneville, 1831)
- Rhytiphora armatula (White, 1859)
- Rhytiphora basalis (Aurivillius, 1917)
- Rhytiphora basaloides Breuning, 1966
- Rhytiphora cana (McKeown, 1948)
- Rhytiphora decipiens (Pascoe, 1863)
- Rhytiphora fraserensis (Blackburn, 1892)
- Rhytiphora frenchi (Blackburn, 1890)
- Rhytiphora mjoebergi (Aurivillius, 1917)
- Rhytiphora multispinis (Breuning, 1938)
- Rhytiphora multituberculata Breuning, 1966
- Rhytiphora neglectus (Pascoe, 1863)
- Rhytiphora nigrovirens (Donovan, 1805)
- Rhytiphora obenbergeri Breuning, 1938
- Rhytiphora obliqua (Donovan, 1805)
- Rhytiphora regularis (Gahan, 1893)
- Rhytiphora spinosa (Thomson, 1864)
- Rhytiphora subregularis Breuning, 1973
- Rhytiphora torquata (Pascoe, 1875)
- Rhytiphora tuberculigera (Breuning, 1938)
- Rhytiphora vestigialis (Pascoe, 1864)
- Rhytiphora viridescens (Breuning, 1938)
- Rhytiphora wallacei (Pascoe, 1864)
- Rhytiphora albescens (Breuning, 1938)
- Rhytiphora albicollis (Breuning, 1938)
- Rhytiphora albofasciata (Breuning, 1938)
- Rhytiphora albolateralis (Breuning, 1938)
- Rhytiphora albolateraloides Breuning, 1970
- Rhytiphora anaglypta (Pascoe, 1867)
- Rhytiphora arctos (Pascoe, 1865)
- Rhytiphora argus Pascoe, 1867
- Rhytiphora barnardi Breuning, 1982
- Rhytiphora basicristata (Breuning, 1938)
- Rhytiphora bispinosa (Breuning, 1938)
- Rhytiphora buruensis Breuning, 1959
- Rhytiphora capreola (Pascoe, 1867)
- Rhytiphora cinerascens (Aurivillius, 1917)
- Rhytiphora cinnamomea (Pascoe, 1859)
- Rhytiphora corrhenoides Breuning, 1970
- Rhytiphora dawsoni Breuning, 1970
- Rhytiphora dentipes (Blackburn, 1894)
- Rhytiphora deserti (Blackburn, 1896)
- Rhytiphora detrita Hope, 1841
- Rhytiphora devota (Pascoe, 1866)
- Rhytiphora dunni Breuning, 1972
- Rhytiphora fasciata (Blackburn, 1901)
- Rhytiphora ferruginea (Aurivillius, 1917)
- Rhytiphora fumata (Pascoe, 1864)
- Rhytiphora gallus (Pascoe, 1864)
- Rhytiphora heros (Pascoe, 1863)
- Rhytiphora iliaca (Pascoe, 1866)
- Rhytiphora lanosa (Pascoe, 1869)
- Rhytiphora laterialba (Breuning, 1938)
- Rhytiphora laterivitta (Breuning, 1938)
- Rhytiphora maculicornis (Pascoe, 1858)
- Rhytiphora marmorata (Breuning, 1938)
- Rhytiphora modesta (Blackburn, 1890)
- Rhytiphora morata (Pascoe, 1863)
- Rhytiphora neglectoides Breuning, 1966
- Rhytiphora nigroscutellata Breuning, 1966
- Rhytiphora obscura (Breuning, 1938)
- Rhytiphora obsoleta Breuning, 1938
- Rhytiphora ocellata (Breuning, 1938)
- Rhytiphora ochreobasalis (Breuning, 1938)
- Rhytiphora parafarinosa Breuning, 1970
- Rhytiphora pedicornis (Fabricius, 1775)
- Rhytiphora piligera (MacLeay, 1826)
- Rhytiphora pulverulea (Boisduval, 1835)
- Rhytiphora rubriventris (Breuning, 1938)
- Rhytiphora satelles (Pascoe, 1865)
- Rhytiphora sellata (Breuning, 1938)
- Rhytiphora sospitalis (Pascoe, 1865)
- Rhytiphora tenimberensis Breuning, 1973
- Rhytiphora timorlautensis (Breuning, 1938)
- Rhytiphora ursus (Breuning, 1938)
- Rhytiphora variolosa (Pascoe, 1862)
- Rhytiphora viridis (Breuning, 1938)
- Rhytiphora amicula White, 1859
- Rhytiphora delicatula (McKeown, 1948)
- Rhytiphora ochrescens Breuning, 1970
- Rhytiphora piperitia Hope, 1841
- Rhytiphora uniformis Blackburn, 1901
- Rhytiphora vermiculosa Breuning, 1970
- Rhytiphora lateralis (Pascoe, 1858)
- Rhytiphora posthumeralis Breuning, 1964
- Rhytiphora pulcherrima Breuning, 1965
- Rhytiphora affinis Breuning, 1970
- Rhytiphora albospilota Aurivillius, 1893
- Rhytiphora antennalis Breuning, 1938
- Rhytiphora argentata Breuning, 1938
- Rhytiphora argenteolateralis McKeown, 1948
- Rhytiphora cretata Pascoe, 1859
- Rhytiphora crucensis McKeown, 1948
- Rhytiphora cruciata (Pascoe, 1875)
- Rhytiphora dallasii Pascoe, 1869
- Rhytiphora frenchiana Breuning, 1961
- Rhytiphora intertincta Pascoe, 1867
- Rhytiphora leucolateralis Breuning, 1970
- Rhytiphora macleayi (Lea, 1912)
- Rhytiphora marmorea Breuning, 1942
- Rhytiphora mista Newman, 1842
- Rhytiphora ochreomarmorata Breuning, 1939
- Rhytiphora odewahnii Pascoe, 1866
- Rhytiphora parantennalis Breuning, 1970
- Rhytiphora polymita Pascoe, 1859
- Rhytiphora rosei Olliff, 1890
- Rhytiphora rubeta Pascoe, 1863
- Rhytiphora rugicollis (Dalman, 1817)
- Rhytiphora sannio (Newman, 1838)
- Rhytiphora saundersii (Pascoe, 1857)
- Rhytiphora simsoni Blackburn, 1901
- Rhytiphora subargentata Breuning, 1970
- Rhytiphora transversesulcata Breuning, 1938
- Rhytiphora truncata Breuning, 1940
- Rhytiphora waterhousei Pascoe, 1864